# 俞价
俞（？—1619年），字維藩，號忠軒。山東寧海州（今山東省煙台市牟平區）城南門內人。明朝政治人物，萬曆己丑進士，官至監察御史。

## 生平
萬曆十七年（1589年）己丑科中進士，授中書舍人。萬曆二十三年（1595年）年改吏部不拜，擢河南道監察御史。因諫言罷職。萬曆三十五年（1607年），任河南鞏縣知縣。次年升南京戶部主事、員外郎。萬曆三十八年（1610年），升兵部车驾司郎中。次年辭官。萬曆四十七年（1619年）卒。

## 著作
俞价能詩，有《绿野堂集》。已散佚。

## 家族
其先於明初戍守寧海衛，遂定居。高祖俞鑑，祖俞珩，父俞宸，母邓氏。叔俞实，曾任密云通判、庐州府同知。弟俞佶。